# Troy Murphy
Troy Brandon Murphy (født 2. maj 1980 i Morristown, New Jersey, USA) er en amerikansk basketballspiller, der spiller som center i NBA-klubben New Jersey Nets, hvor han har spillet siden 2010. Han har tidligere spillet for Golden State Warriors og Indiana Pacers.

## Klubber
- 2001-2007: Golden State Warriors
- 2007-2010: Indiana Pacers
- 2010-: New Jersey Nets